# برييا
برييا هي إحدى قرى سيليو كون برييا في مقاطعة فرشلة في منطقة بيدمونت الإيطالية في شمال غرب إيطاليا ، وتقع حوالي 90 كيلومتر (56 ميل) شمال شرق تورينو وحوالي 50 كيلومتر (31 ميل) شمال فرشيلي .